# بلاذر منخفض
بلاذر منخفض (الاسم العلمي: Anacardium humile) هي نوع من النباتات يتبع جنس البلاذر من فصيلة البلاذرية.